# Sitio de Gergovia
La batalla de Gergovia fue un enfrentamiento militar librado en la República romana y los pueblos galos sucedido en el 52 a. C., con victoria de los segundos.

## Antecedentes
Después de tomar los oppidum (villas fortificadas) de Vellaunodunum de los senones (actual Villon), Cenabum de los carnutos (Orléans), Noviodunum (Nouan-le-Fuzelier) y Avaricum (Bourges) de los bituriges, el comandante romano en la Galia, el procónsul Cayo Julio César, decidió acabar rápidamente con la guerra. Dividió su ejército en dos partes: Tito Labieno fue enviado con cuatro legiones contra los senones y parisios, mientras él mismo marchaba con otras seis contra la capital de los arvernos, Gergovia, siguiendo el río Elaver.
Cuando le llegó la noticia, Vercingétorix, caudillo galo rebelde, decidió volver a Gergovia por la otra orilla del río, cortando todos los puentes que lo atravesaban. Los ejércitos se vigilaban constantemente, lo que impidió que César hiciera construir un puente. Para poder cruzar el Elaver, el procónsul hizo que dos de sus legiones se ocultaran en un bosque mientras mandaba al resto a seguir la marcha, alargando lo más posible la columna para ocultar la falta de legionarios. Las tropas ocultas construyeron un puente, después el resto volvió. Vercingétorix debió regresar a marchas forzadas para defender la villa.

## Asedio

### Comienzos

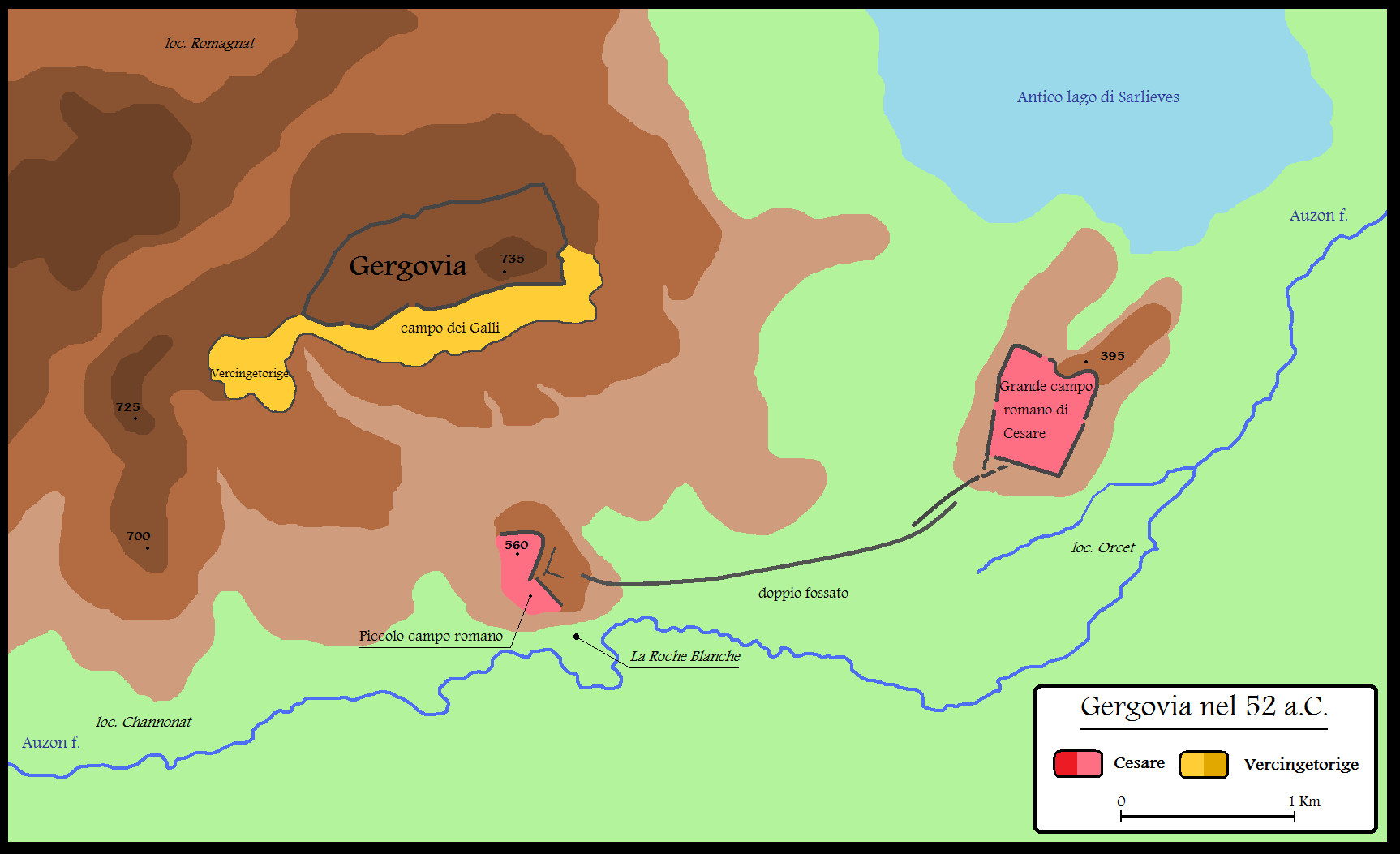
Primera fase: romanos establecen campamentos.

Así los romanos llegaron a los alrededores de Gergovia en cinco días de marcha, desarrollándose entonces una escaramuza de caballería. César, al ver que la villa estaba en un terreno muy alto y escarpado, difícil de asaltar, decidió que era mejor asediarla pero antes debía asegurar el flujo de suministros. Mientras, Vercingétorix establecía su campamento en los cerros que rodeaban Gergovia, permitiendo a sus jinetes y arqueros acosar constantemente a los legionarios.
Cerca del antiguo lago de Sarlieve, que el procónsul creía que serviría de base para un ataque y podía usarla para cortar su acceso al agua, había una guarnición gala que durante la noche fue expulsada; dos legiones quedaron encargadas de fortificar el lugar.

### Rebelión de los eduos

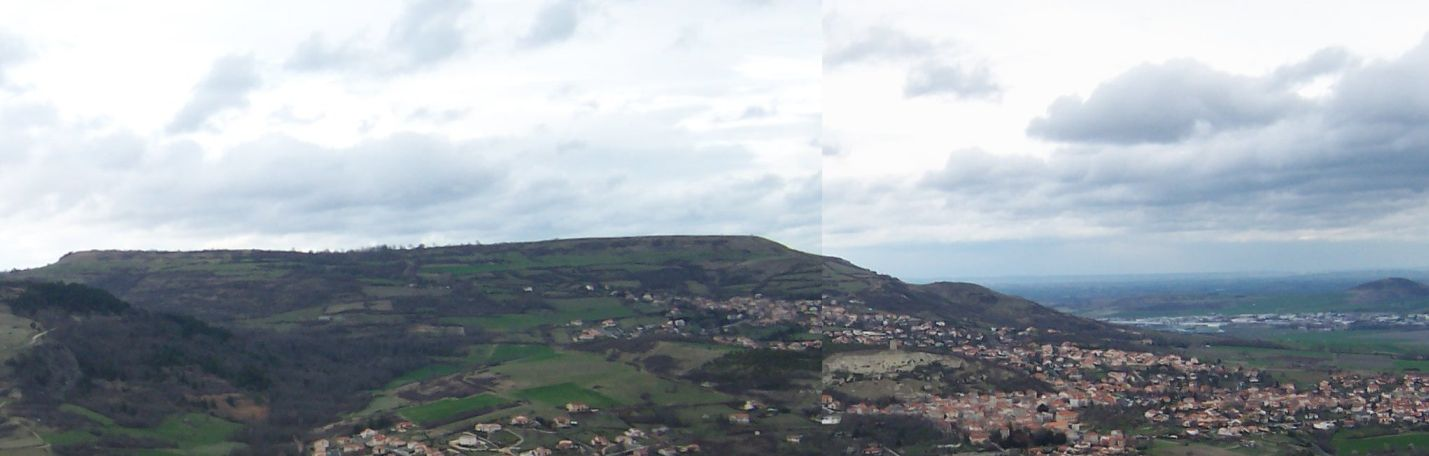
Altiplanicie de Gergovia (2007).

Por entonces Convictovale, jefe de los heduos nombrado por César, se sublevó contra los romanos animado por los arvernos. Era un golpe terrible para César, pues su suministro de granos dependía de sus aliados.
Justo entonces, los heduos habían enviado un contingente de ayuda al procónsul formado por 10 000 guerreros al mando de Litavico, pero su comandante les da un discurso afirmando que los romanos habían asesinado a varios auxiliares heduos, incluyendo sus cabecillas Eporédorix y Viridómaro.
César dejó a Gayo Fabio a cargo del campamento romano con dos legiones mientras salía con el resto a presentar a los nobles galos, llevando a los eduos a deponer las armas. Litavico huyó a Gergovia, pero sus falsos anuncios llegaron a tierra de los eduos que empezaron a robar y asesinar a los ciudadanos romanos allí asentados, animados permanentemente por Convictovale. César mandó a sus hombres allí a confiscar los bienes de la familia de Litavico y muchos eduos que participaron en los saqueos enviaron embajadas a pedir perdón. César les prometió clemencia, sabedor que no podía quedarse sin aliados en una Galia alzada.

### Asalto final
César acampó mientras enviaba mensajeros a los eduos, pero al volver fue informado que Fabio estaba sufriendo un feroz ataque galo, y muchos de los soldados estaban heridos por los proyectiles. El procónsul apresuró su marcha para salvar a Fabio. Estaba considerando retirarse de Gergovia para concentrar todo su ejército.

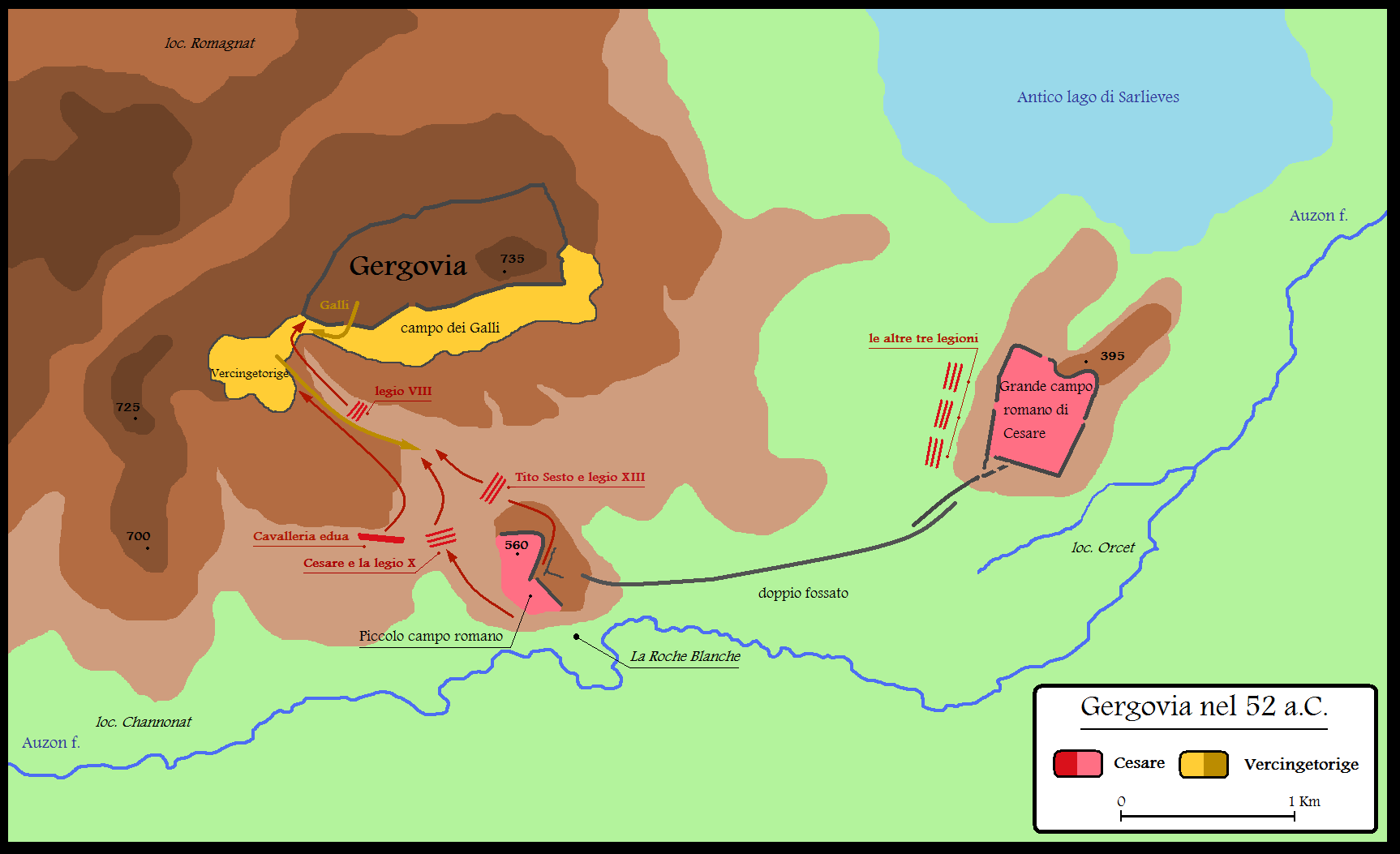
Segunda fase: asalto final de los romanos y contraataque galo.

El procónsul se dio cuenta de que una colina frente a la fortaleza, antes muy guarnecida, estaba entonces casi desocupada. Decidió ocuparla para cortar el acceso de provisiones a los galos. Esa noche envió un contingente de caballería acompañado de numerosas mulas para fingir un gran ataque por todas partes para aterrar a la guarnición. También mandó una legión a una zona boscosa al oeste del cerro y cerca de la caballería edua.
Los galos habían construido una muralla fuerte en la colina, pero los romanos asaltaron la defensa y tomaron los tres campamentos del interior. Los defensores huyeron a la ciudad perseguidos sin cesar por los legionarios. El procónsul ordenó la retirada a las legiones VIII y cubrir la retirada. Pero, animados por el éxito, los legionarios intentaron asaltar los muros, trabándose un feroz combate. El ruido del combate generó un gran alboroto en la ciudad, despertando a los guerreros y en las casas las mujeres lanzaban sus joyas y vestidos por las ventanas suplicando misericordia para sus familias, temerosas de lo sucedido en Avárico. Entonces, los legionarios empezaban a subir por los muros pero los galos se concentraron en el extremo opuesto de la fortaleza y empezaron a avanzar con la caballería al frente hacia las murallas para ayudar a los defensores, animados por las súplicas de las mujeres. Los romanos estaban agotados y superados en número por un enemigo que recibía constantes refuerzos.
César, viendo la crítica situación, envió al legado Tito Sextio con algunas cohortes de las legiones VIII y XIII para ayudar a defender la retirada de los suyos. Mientras, el procónsul, con la legión X, estaba a la expectativa de los acontecimientos cerca de la villa, y la caballería edua se acercaba a Gergovia para intervenir. Los galos confiaban en su superioridad numérica y posición, consiguiendo matar a los romanos que habían entrado en la fortaleza, excepto algunos que lograron abrirse paso. Finalmente, los romanos se retiraron perseguidos por los galos pero la intervención de la legión XIII los contuvo. Cuando los legionarios alcanzaron la planicie, formaron en línea de batalla. Entonces Vercingétorix ordenó a sus guerreros que se retiraran a sus trincheras.

### Retirada

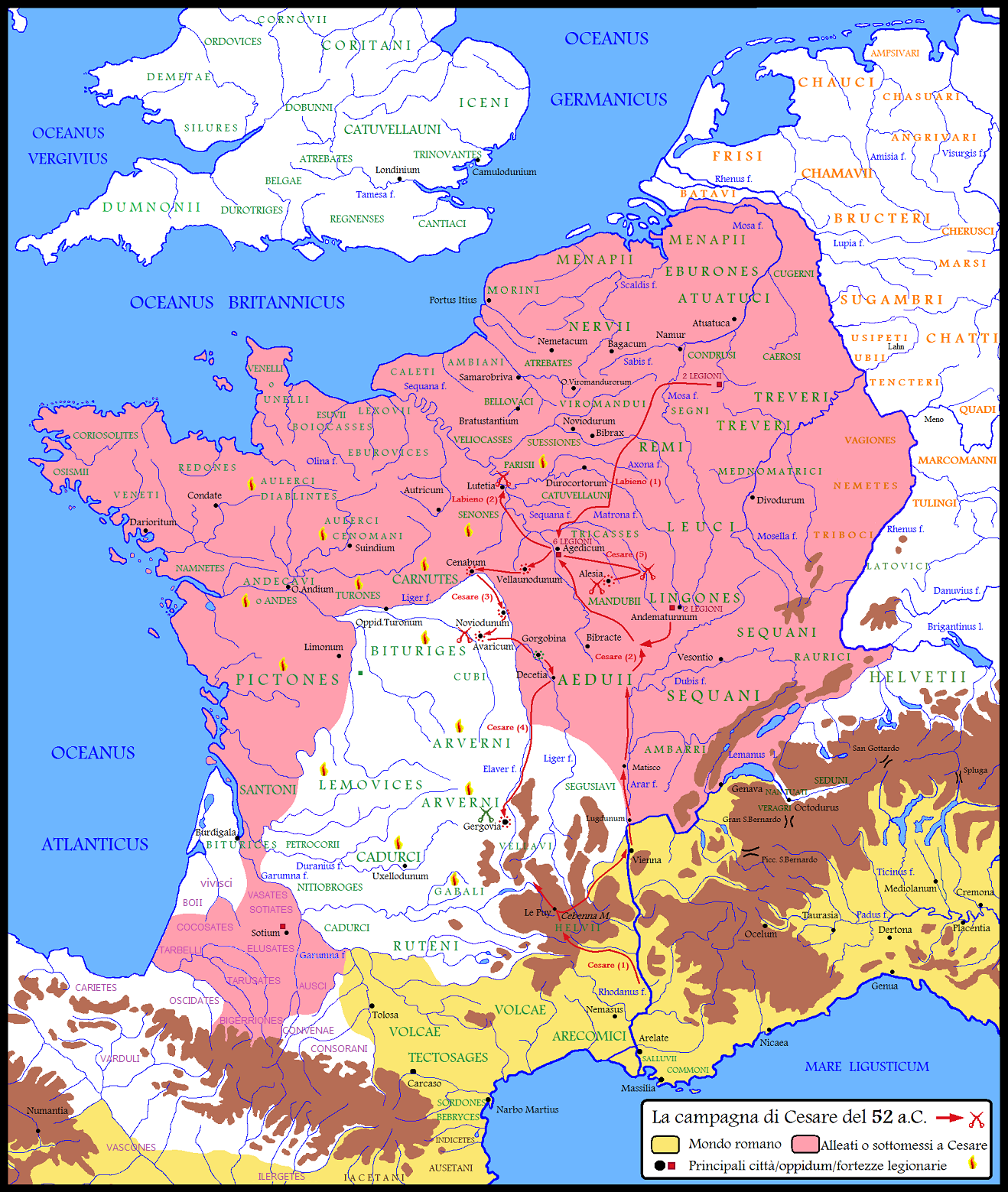
Mapa de la campaña de César en el 52 a. C. En rosado los territorios sometidos a su control al comienzo del año y en amarillo el territorio propiamente romano. Llamas indican las tribus que se suman a la revuelta. En verde las tribus celtas, en naranjo las germánicas y en púrpura las aquitanas.

Los romanos habían perdido en ese último asalto 46 centuriones y 700 legionarios. El procónsul hizo reunirse a sus hombres y los reprendió por dejarse llevar por el deseo de atacar sin recibir la orden. Pero, al final del discurso, los animó. Después ordenó la retirada. Tras una escaramuza de caballería, Vercingétorix bajó al llano.
Al tercer día cruzaban el Alier sin que los galos los persiguieran. Después, Eporédorix y Viridómaro le informaron a César que Litavico había ido a las tierras de los eduos para sublevarlos, y pidieron permiso para volver con su gente, y aunque el procónsul sospechaba, decidió dejarlos ir para no mostrar miedo. Ambos llegaron a Noviodunum, donde liberaron a todos los rehenes galos que César tenía reunidos allí tras degollar a todos los guardias, mientras Litavico llegaba a Bibracte a reunirse con Convictovale y el senado eduo para negociar la adhesión de la alianza rebelde.

## Consecuencias
A pesar de la victoria, Vercingétorix se negó a combatir a los romanos en los llanos cercanos a Gergovia y no los persiguió por varios días, pues sabía que su victoria era producto más de la indisciplina romana que de los guerreros galos, lo que no impidió que su revuelta tomara un nuevo ímpetu, especialmente después de extenderse la noticia del levantamiento eduo.
Los eduos instalaron guarniciones a lo largo del río Liger para impedir a los romanos retirarse a la Galia Narbonense, pero las legiones reaccionaron preparándose para construir puentes y retirarse al sur cruzando las Cevenas, mas antes debían converger con el ejército de Labieno. A marchas forzadas llegó al Loira sin ser detectado y como su caballería encontró un vado, lo cruzó sin demora. Llegaron a una región rica en trigo y ganados.
Entre tanto, Labieno había salido de Agendico con cuatro legiones siguiendo el río Seine y había vencido en Lutecia al jefe Camulógeno, quien resultó muerto. Llegadas las noticias del desastre en Gergovia, Labieno decidió retirarse a Agendico.
Vercingétorix siguió hasta Bibracte, donde convocó un concilio al que asistieron representantes de toda la Galia, nombrándole comandante en jefe de la alianza. Sólo los lingones, remos y tréveros no asistieron. Los dos primeros por lealtad a Roma y los terceros por estar ocupados luchando contra los germanos, manteniéndose neutrales. Los eduos deseaban volver a la alianza romana pero estaban demasiado comprometidos con la rebelión y no deseaban enfrentarse al resto de tribus.
Vercingétorix exigió rehenes a cada tribu y dio un periodo de tiempo para su entrega. También ordenó el envío de toda la caballería posible hasta alcanzar los 15.000 jinetes. Decidió conservar la infantería que ya tenía, sabiendo que era inútil para una batalla campal, pero con esa abundante caballería podía atacar a los romanos cuando recolectaran alimentos. Ordenó adelantarse a las regiones y quemar casas y granos que no pudieran apartar de su camino.

### Clásicas
- Cayo Julio César. Comentarios sobre la guerra de las Galias . Traducción latín-inglés por W. A. McDevitte & W. S. Bohn. 1.ª ed. Nueva York: Harper & Brothers, 1869. Harper's New Classical Library. Digitalizado el Libro VII en Perseus. Versión en latín en The latin library.

### Modernas
- Carcopino, Jérôme (1993). Giulio Cesare. Rusconi Libri. Traducción francés-italiano por Anna Rosso Cattabiani. ISBN 88-18-18195-5.
- Davis, Paul K. (1999). 100 Decisive Battles: From Ancient Times to the Present. Oxford University Press. ISBN 9780195143669.
- Groebe, Paul (1964). Geschichte Roms in seinem Übergange von der republikanischen zur monarchischen Verfassung: oder, Pompeius, Caesar, Cicero und ihre Zeitgenossen nach Geschlechtern und mit genealogischen Tabellen. Tomo III. Borntraeger. Editado por Wilhelm Drumann.